# Eupseudosoma eurygania
Eupseudosoma eurygania là một loài bướm đêm thuộc phân họ Arctiinae, họ Erebidae.